# Heiligkreuzkapelle Raschötz

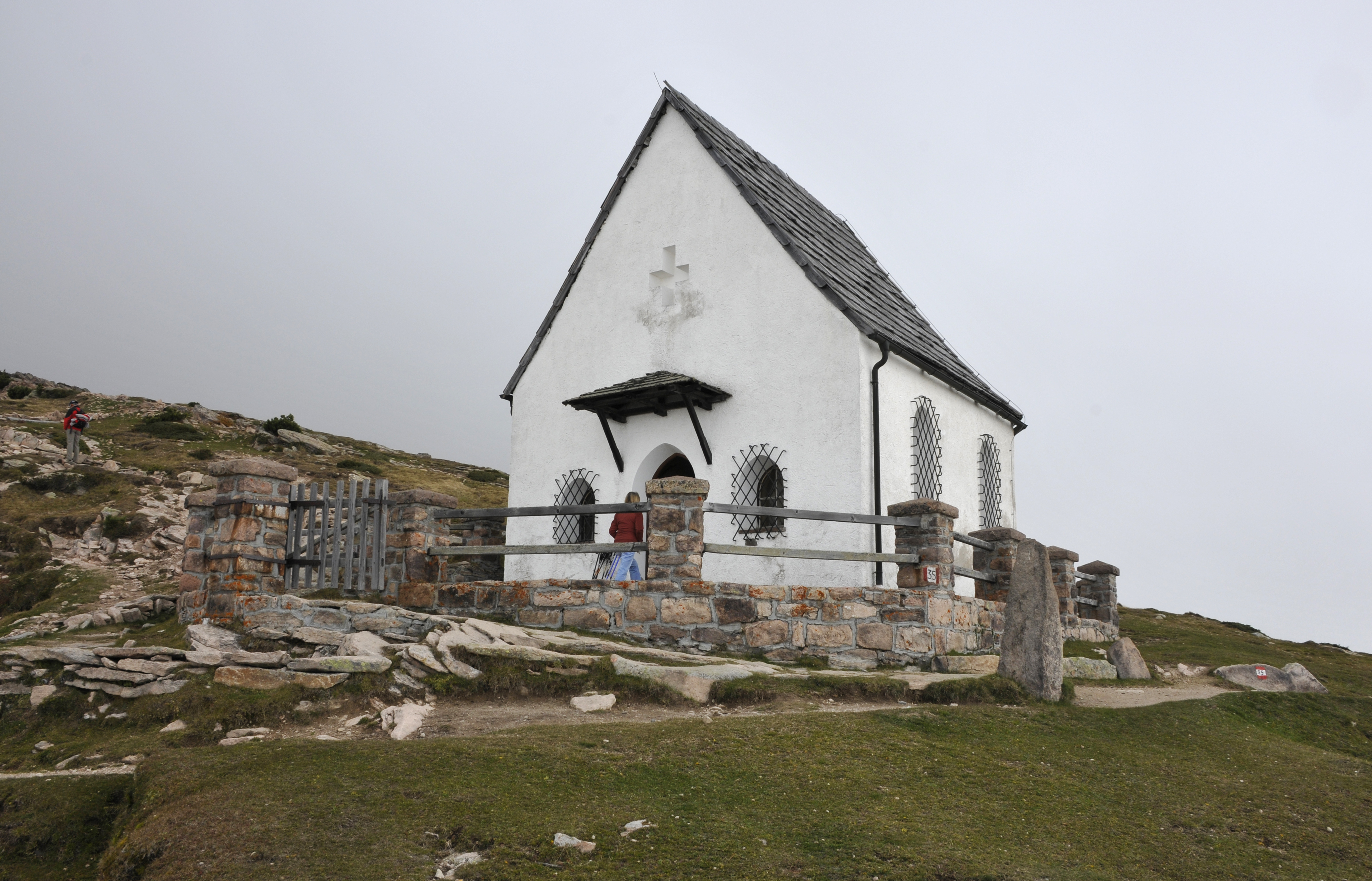
Die Heiligkreuzkapelle Raschötz

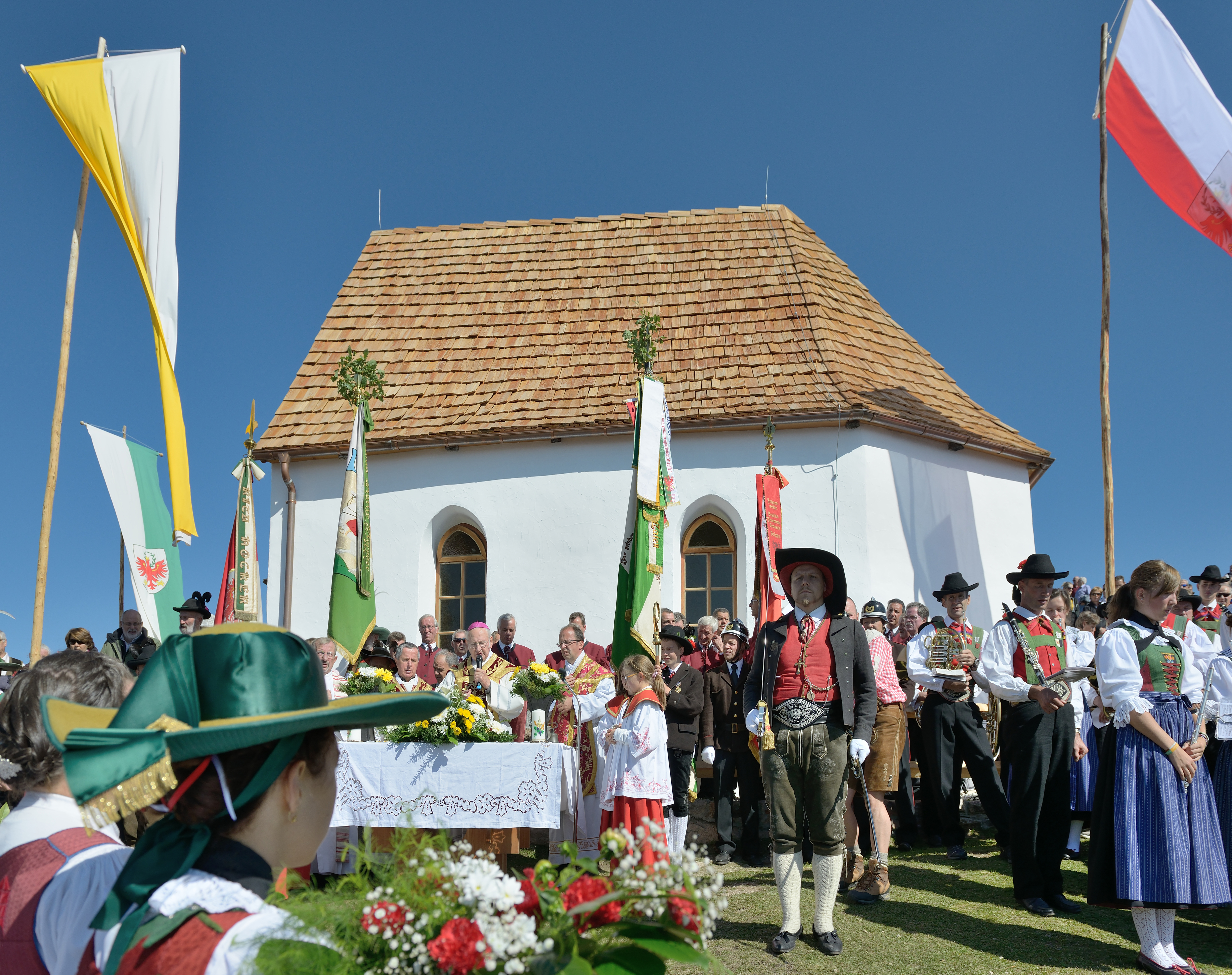
Einweihungsfeier der renovierten Raschötzer Kapelle über St. Ulrich in Gröden

Die Heiligkreuzkapelle Raschötz in St. Ulrich in Gröden ist eine denkmalgeschützte Bergkapelle auf der Raschötzer Alm.

## Geschichte
In einem Schreiben an das Konsistorium in Brixen berichtete der Kurat von Villnöß Christoph Karl Schenk 1746 von einem großen, wundertätigen Kruzifix auf Raschötz. 1752 wurde auf Anregung des Kuraten Dominikus Pineider eine erste Kapelle am Platz des Raschötzer Kreuzes von der Bevölkerung aus St. Ulrich erbaut. Diese wurde jedoch bald durch Blitzschlag zerstört.
1755 ließ der wohlhabende Jakob Christoph von Ingram aus Lajen die heute bestehende Kapelle errichten. Am 24. November 1789 berichtete Josef Sebastian Aichner, Pfleger des Gerichtes Gufidaun, dass die infolge der Josefinischen Reformen gesperrte Kapelle von der Bevölkerung wieder geöffnet worden sei. 1846 wurde die Kapelle dank eines Beitrages der aus einer reichen Kaufleutefamilie von St. Ulrich stammenden Marianna Moroder-Purger einer umfassenden Restaurierung unterzogen.
1885 wurde die durch die hochalpine Witterung stark beschädigte Kapelle vom Deutschen und Österreichischen Alpenverein restauriert. 1956 wurde die Kapelle grundlegend erneuert und als Schutzmaßnahme gegen das Weidevieh mit einem Zaun versehen.
Am 9. Juli 2012 wurde die Kapelle als Baudenkmal geschützt.
Am 16. September 2012 wurde die durch die Schützenkompanien in St. Ulrich und Lajen erneut restaurierte Kapelle vom Alt-Abt des Klosters Neustift Chrysostomus Giner eingeweiht.

## Innenraum
Das große Kruzifix im Inneren aus der ersten Hälfte des 18. Jahrhunderts stammt aus der Vinazer-Schule.

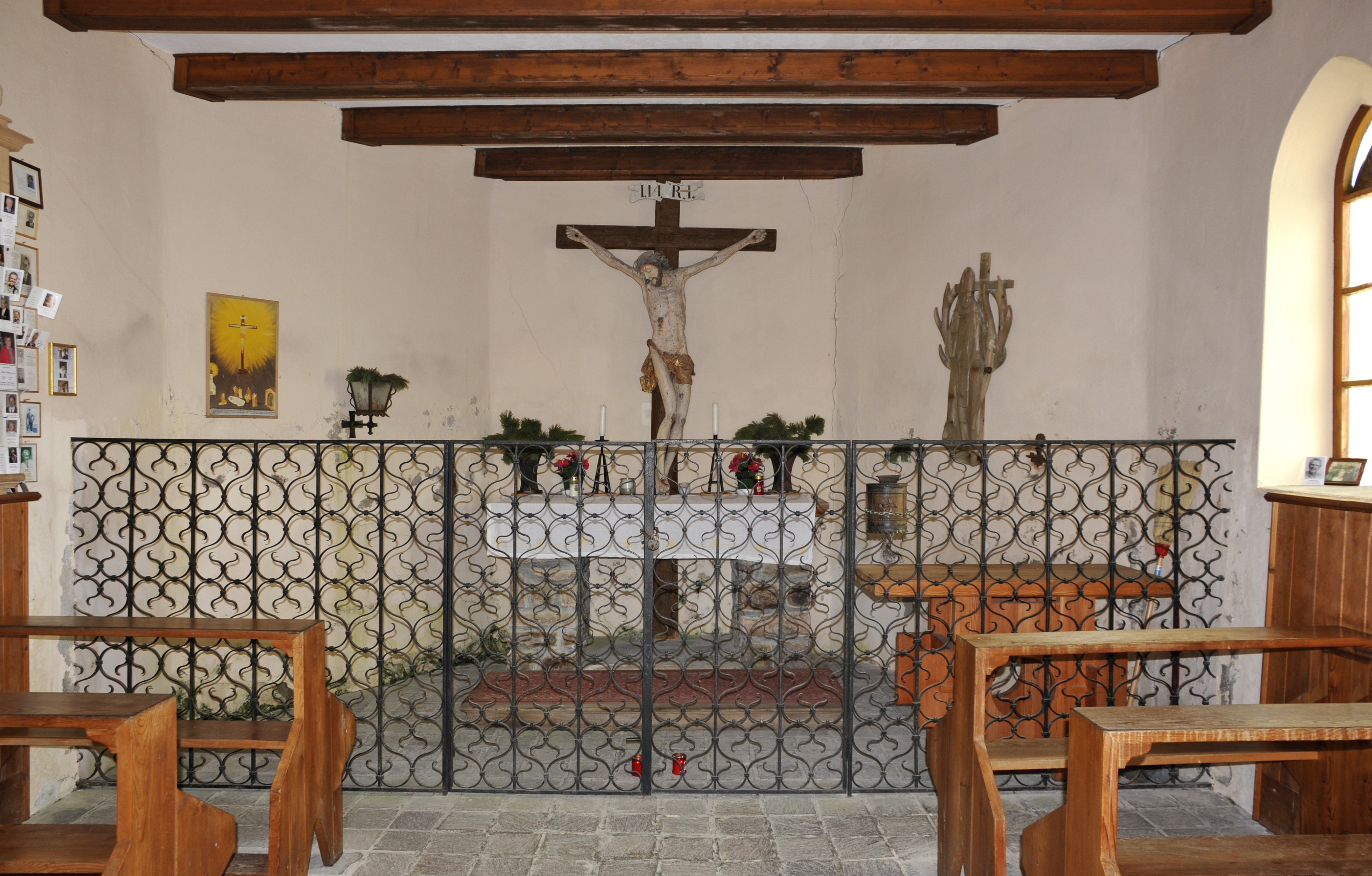
Das Innere der Kapelle vor der Restaurierung 2012
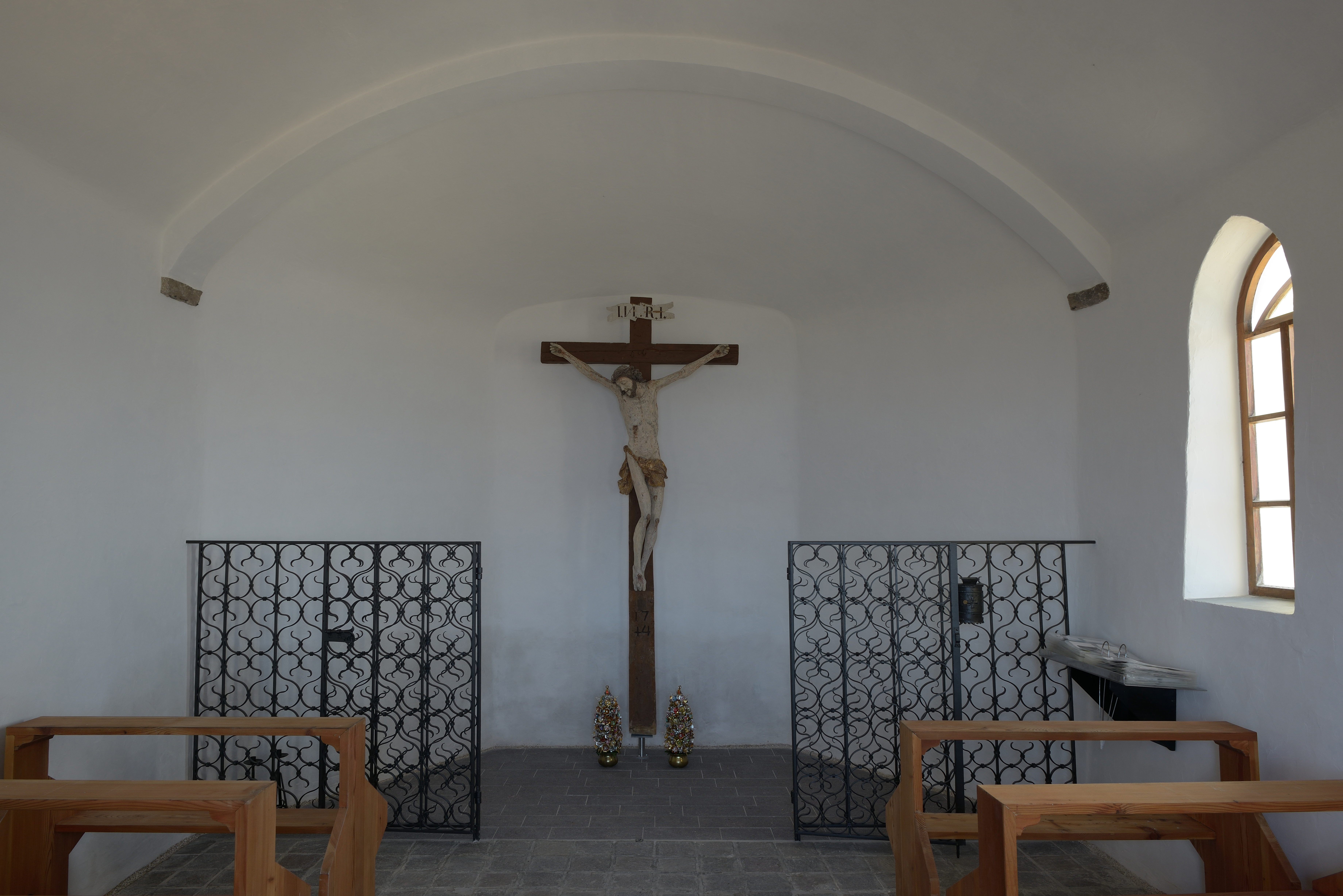
Blick zum Altar der renovierten Kapelle
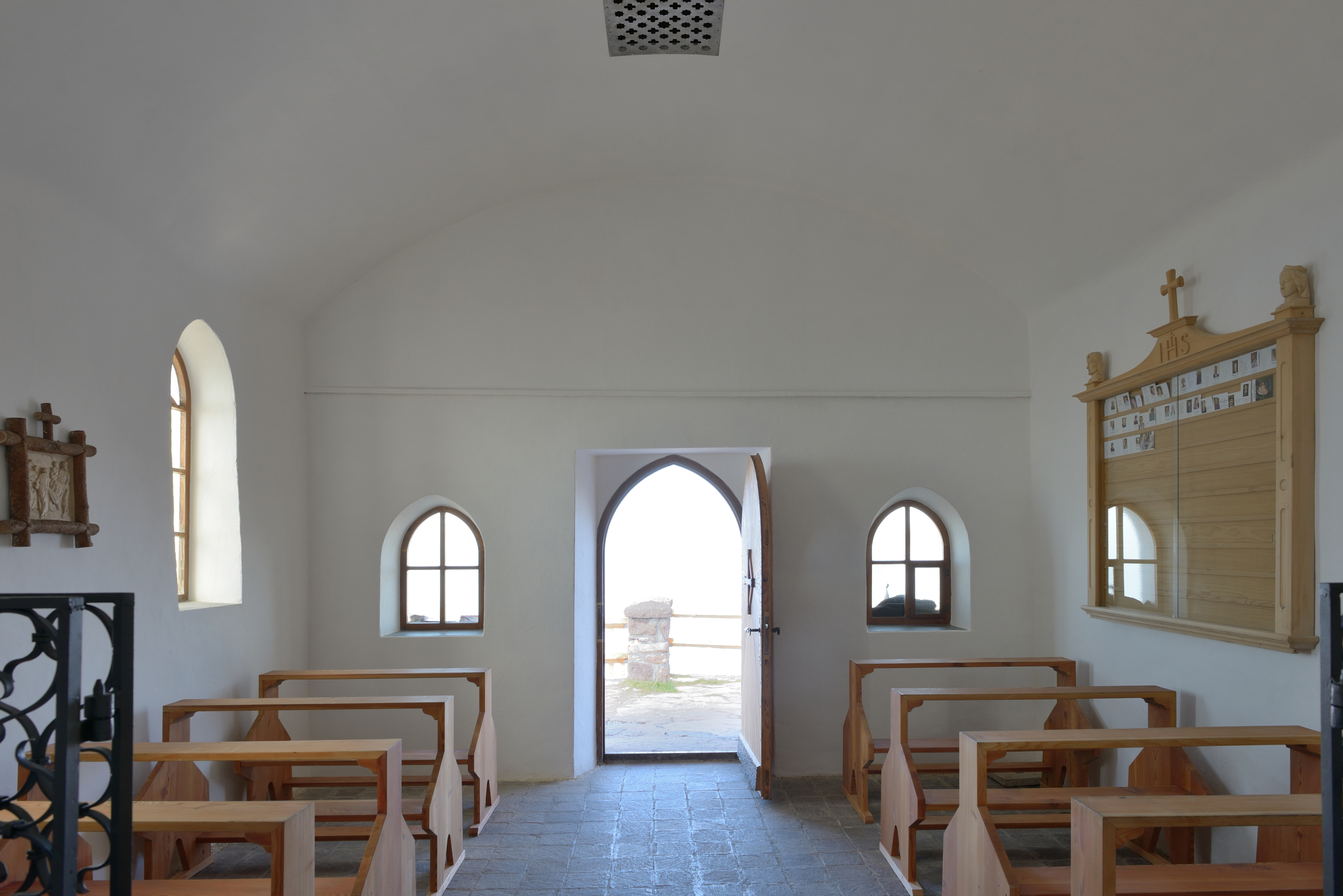
Blick zum Eingang der renovierten Kapelle